# Мілілані (Гаваї)
Мілілані (англ. Mililani) — переписна місцевість (CDP) в США, в окрузі Гонолулу штату Гаваї. Населення — 28 121 особа (2020).

## Географія
Мілілані розташоване за координатами 21°26′46″ пн. ш. 158°0′51″ зх. д. / 21.44611° пн. ш. 158.01417° зх. д. (21.446026, -158.014151). За даними Бюро перепису населення США в 2010 році переписна місцевість мала площу 10,38 км², з яких 10,38 км² — суходіл та 0,01 км² — водойми.

## Демографія
Згідно з переписом 2010 року, у переписній місцевості мешкало 27 629 осіб у 9038 домогосподарствах у складі 7433 родин. Густота населення становила 2661 особа/км². Було 9272 помешкання (893/км²).
Расовий склад населення:
| - 46,2 % — азіатів - 17,1 % — білих - 5,1 % — вихідців з тихоокеанських островів - 2,0 % — чорних або афроамериканців - 0,3 % — корінних американців |

До двох чи більше рас належало 28,4 %. Частка іспаномовних становила 9,3 % від усіх жителів.
За віковим діапазоном населення розподілялося таким чином: 21,8 % — особи молодші 18 років, 64,8 % — особи у віці 18—64 років, 13,4 % — особи у віці 65 років та старші. Медіана віку мешканця становила 40,3 року. На 100 осіб жіночої статі у переписній місцевості припадало 99,3 чоловіків; на 100 жінок у віці від 18 років та старших — 98,6 чоловіків також старших 18 років.
Середній дохід на одне домашнє господарство становив 104 837 доларів США (медіана — 92 019), а середній дохід на одну сім'ю — 112 563 долари (медіана — 101 675). Медіана доходів становила 60 317 доларів для чоловіків та 42 385 доларів для жінок. За межею бідності перебувало 5,0 % осіб, у тому числі 7,9 % дітей у віці до 18 років та 3,5 % осіб у віці 65 років та старших.
Цивільне працевлаштоване населення становило 13 912 осіб. Основні галузі зайнятості: освіта, охорона здоров'я та соціальна допомога — 21,9 %, роздрібна торгівля — 12,4 %, публічна адміністрація — 12,2 %.

## Відомі люди
- Тася ван Рі — американська художниця та фотограф